# Каліш Віталій Миколайович
Віталій Миколайович Каліш (нар. 21 травня 1941, місто Запоріжжя Запорізької області) — український радянський діяч, сталевар Запорізького електрометалургійного заводу «Дніпроспецсталь» імені Кузьміна, Герой Соціалістичної Праці (19.10.1982). Депутат Верховної Ради УРСР 11-го скликання. Народний депутат СРСР у 1989—1991 роках.

## Біографія
Народився в родині військовослужбовця. Після війни разом з матір'ю проживав у селищі Славгород Синельниківського району і селі Межиріч Павлоградського району Дніпропетровської області.
Освіта середня. У 1958 році закінчив Межиріцьку середню школу Павлоградського району Дніпропетровської області.
У 1958—1959 роках — робітник конопляного заводу в Дніпропетровській області. У 1959—1960 роках — робітник, муляр будівельного управління тресту «Павлоградшахтобуд» Дніпропетровської області.
У 1960—1963 роках — служба в Радянській армії.
У 1963—1971 роках — муляр-вогнетривник, помічник сталевара Запорізького електрометалургійного заводу «Дніпроспецсталь» імені Кузьміна.
Член КПРС з 1971 року.
З 1971 року — сталевар, бригадир сталеварів Запорізького електрометалургійного заводу «Дніпроспецсталь» імені Кузьміна Запорізької області.
З 1998 року — член спостережної ради Відкритого акціонерного товариства «Дніпроспецсталь» міста Запоріжжя. Працював у виробничому управління Запорізького електрометалургійного заводу «Дніпроспецсталь».
Потім — на пенсії у місті Запоріжжя.

## Нагороди
- Герой Соціалістичної Праці (19.10.1982)
- орден Леніна (19.10.1982)
- орден Трудового Червоного Прапора (12.05.1977)
- медалі
- Почесна грамота Президії Верховної Ради Української РСР (3.06.1991)
- почесний металург СРСР (1978)